# Heberty Fernandes de Andrade
Heberty Fernandes de Andrade (født 29. august 1988) er en brasiliansk fodboldspiller.